# Évènements de Moulay Bouazza
 (mars 2025).
La mise en forme du texte ne suit pas les recommandations de Wikipédia : il faut le « wikifier ».
Les points d'amélioration suivants sont les cas les plus fréquents. Le détail des points à revoir est peut-être précisé sur la page de discussion.
- Les titres sont pré-formatés par le logiciel. Ils ne sont ni en capitales, ni en gras.
- Le texte ne doit pas être écrit en capitales (les noms de famille non plus), ni en gras, ni en italique, ni en « petit »…
- Le gras n'est utilisé que pour surligner le titre de l'article dans l'introduction, une seule fois.
- L'italique est rarement utilisé : mots en langue étrangère, titres d'œuvres, noms de bateaux, etc.
- Les citations ne sont pas en italique mais en corps de texte normal. Elles sont entourées par des guillemets français : « et ».
- Les listes à puces sont à éviter, des paragraphes rédigés étant largement préférés. Les tableaux sont à réserver à la présentation de données structurées (résultats, etc.).
- Les appels de note de bas de page (petits chiffres en exposant, introduits par l'outil «  Source ») sont à placer entre la fin de phrase et le point final[comme ça].
- Les liens internes (vers d'autres articles de Wikipédia) sont à choisir avec parcimonie. Créez des liens vers des articles approfondissant le sujet. Les termes génériques sans rapport avec le sujet sont à éviter, ainsi que les répétitions de liens vers un même terme.
- Les liens externes sont à placer uniquement dans une section « Liens externes », à la fin de l'article. Ces liens sont à choisir avec parcimonie suivant les règles définies. Si un lien sert de source à l'article, son insertion dans le texte est à faire par les notes de bas de page.
- La présentation des références doit suivre les conventions bibliographiques. Il est recommandé d'utiliser les modèles {{Ouvrage}}, {{Chapitre}}, {{Article}}, {{Lien web}} et/ou {{Bibliographie}}. Le mode d'édition visuel peut mettre en forme automatiquement les références.
- Insérer une infobox (cadre d'informations à droite) n'est pas obligatoire pour parachever la mise en page.

Pour une aide détaillée, merci de consulter Aide:Wikification.
Si vous pensez que ces points ont été résolus, vous pouvez retirer ce bandeau et améliorer la mise en forme d'un autre article.
Les évènements de Moulay Bouazza est un terme qui regroupe un ensemble d'insurrections armées ayant eu lieu dans plusieurs régions du Moyen Atlas au Maroc en 1973 dirigés par le Tanzim, branche armée secrète de l'UNFP.

## Contexte historique
Le Maroc est au début des Années de plomb, sous le règne de Hassan II.

## Déroulement des évènements
Les évènements étaient prévus pour le 3 mars 1973, date symbolique de la fête du trône au temps du roi Hassan II. Plusieurs commandos était regroupés dans plusieurs villes de la région dont : Khénifra, Tinghir, Goulmima. Les événements ont pris le nom de Moulay Bouazza vu que c'est ce village qui a vu les premiers accrochages. Les commandos s'étaient préalablement entraînés en Algérie, Libye et en Syrie.

...Suite : https://www.yabiladi.com/articles/details/75374/mars-1973-quand-jeunes-idealistes.html

## Procès de Kenitra
159 militants sont passés devant le tribunal militaire de Kénitra après l'échec des évènements. Seize personnes sont condamnées à mort, quinze à perpétuité, une cinquantaine à plusieurs années de réclusion, tandis que 70 sont acquittées. Belkacem Ouazzane sera acquitté mais ensuite enlevé, et disparaîtra.

## Abus aux droits de l'homme
Suivant les évènements, les forces de l'ordre marocaines ont conduit de vastes campagnes d'arrestation dans tout le Moyen Atlas et le Sud-Est. Ces vagues d'arrestations qualifiées d'abusives ont vu plusieurs dérapages et plusieurs cas de torture ont été signalés.